# بخش جهونجونو
بخش جهونجونو (به انگلیسی: Jhunjhunu district) یک منطقهٔ مسکونی در هند است که در Jaipur division واقع شده‌است. بخش جهونجونو ۵٬۹۲۸ کیلومتر مربع مساحت و ۲٬۱۳۷٬۰۴۵ نفر جمعیت دارد.